# Autoroute française A19 (section Artenay-Courtenay)
Pour cette autoroute en général, voir Autoroute A19 (France).

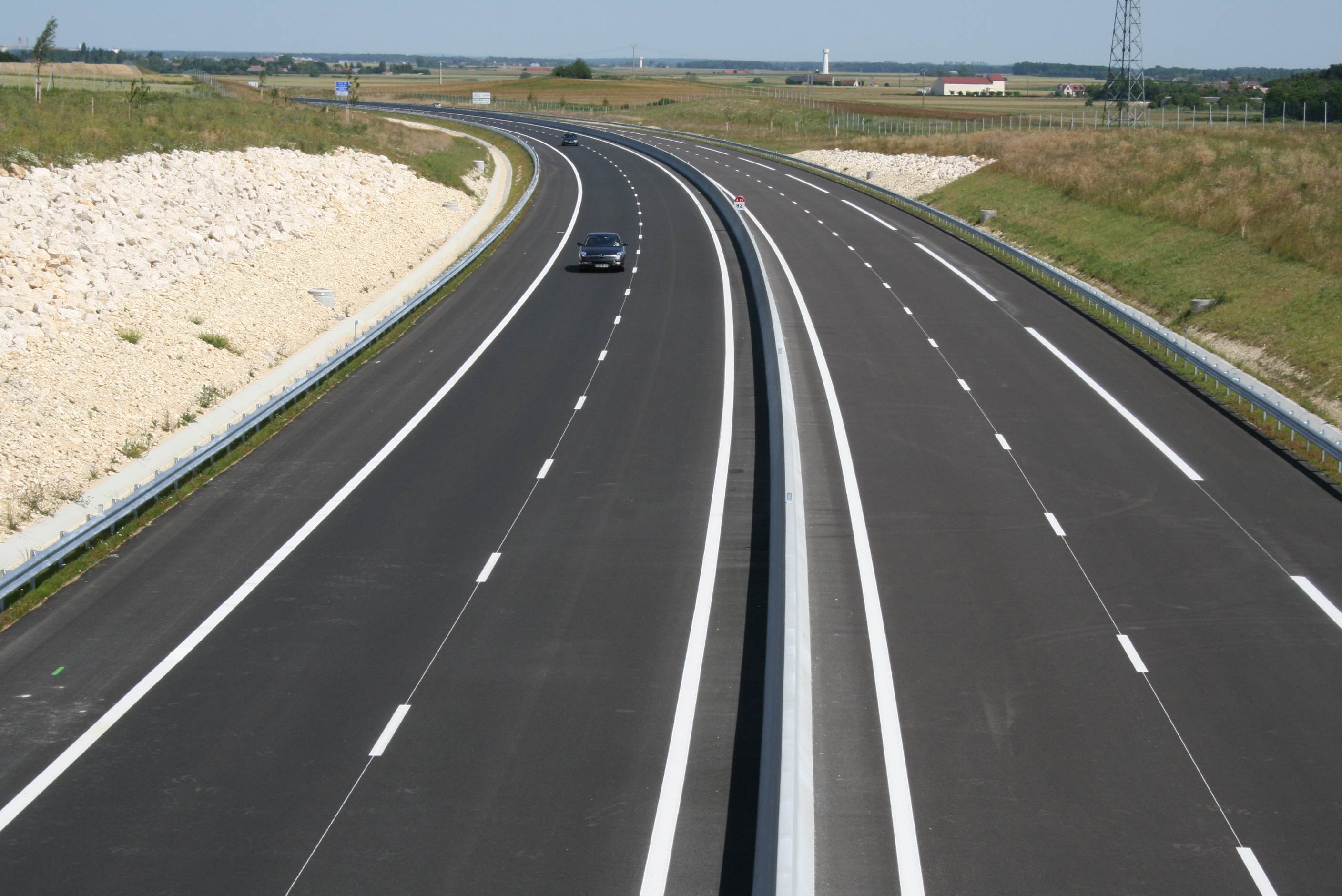
Section courante en service. Noter la bande de rive continue sur la chaussée de gauche, constituant une expérimentation visant à protéger les agents d'exploitation de l'autoroute

La section Artenay-Courtenay de l’autoroute A19 est une section de l’autoroute A19 mise en service le 16 juin 2009 et permettant de relier les autoroutes A5 et A6 à l’autoroute A10. Elle est située dans sa presque totalité dans le département du Loiret puisque sur 101 km, seulement 500 m sont dans le département de l’Yonne.
La conception, la construction et l’exploitation pendant une durée de 65 ans ont été confiées à la société Arcour par le biais d’une convention de concession signée le 31 mars 2005. Cette société a elle-même délégué l’exploitation de l’autoroute à la société Cofiroute, assurant déjà l’exploitation d’un important réseau dans l’ouest de la France.
Cet aménagement a constitué le plus grand chantier autoroutier sur le territoire national dans les années 2006-2008 et a donné lieu à la plus grande fouille archéologique en 2006. Celle-ci a mobilisé plus de 200 archéologues et a permis des avancées notables sur la compréhension de l’histoire rurale du Loiret.
Le coût global des travaux s’est élevé à 830 millions d’euros hors taxes, valeur 2003. Il a bénéficié de l’apport d’une contribution financière publique forfaitaire de 80 M€, répartie à parts égales entre l’État et les collectivités territoriales, dont le Loiret était chef de file.

## Histoire

### 1988-1998:10 ansd’études préliminaires
Même si l’idée d’une transversale autoroutière traversant le Loiret est antérieure, on peut faire remonter la genèse du projet d’autoroute au Comité interministériel d'aménagement du territoire (CIAT) de novembre 1988. C’est en effet cette instance qui a validé au niveau national le principe d’une liaison autoroutière concédée de Courtenay à Orléans. Des études approfondies ont été menées en 1989 et 1990 et, à l'issue d'une longue période de maturation qui a permis d'envisager successivement plusieurs hypothèses de tracés, la liaison A19 Artenay-Courtenay figure au schéma directeur routier national approuvé par décret du 1er avril 1992,.
L’avant-projet est approuvé le 25 octobre 1996. Une bande de 300 mètres de largeur dans laquelle devra s'inscrire le futur tracé est alors retenue. L’enquête publique a lieu peu de temps après, du 27 janvier 1997 au 28 février 1997.
Devant les difficultés pour faire avancer le dossier, le président du Conseil général du Loiret, Éric Doligé, organise le 13 mai 1998 une manifestation à Matignon. La déclaration d'utilité publique intervient finalement le 21 août 1998.

### 1998-2005: 7 ans pour choisir le concessionnaire
Jusqu’en 2001, l'État concédait la construction et l'exploitation de sections d'autoroutes à des sociétés déjà titulaires d’une concession, sur une procédure de gré à gré, moyennant un allongement de la durée de leur contrat de concession en cours. Les recettes tirées de l'exploitation des autoroutes les plus anciennes servaient ainsi à financer la construction des nouvelles sections. Cette procédure s’appelait l’adossement.
La directive européenne 93/37/CCE du Conseil du 14 juin 1993, dite « directive travaux », a imposé un recours plus large à la concurrence,. Il était donc nécessaire de faire évoluer ce système. Ce fut chose faite avec l'ordonnance du 28 mars 2001 ratifiée par la loi du 5 novembre 2001. Désormais, toute section ou ouvrage autoroutier dont les recettes prévisionnelles sont insuffisantes pour lui permettre d'atteindre l'équilibre peut se voir octroyer des concours publics dans le cadre de la procédure d'attribution de la concession et les nouvelles sections feront l'objet d'un contrat spécifique. C’est en particulier le cas pour ce projet autoroutier.
Même si le projet est inscrit dans le schéma de services collectifs de transport approuvé par décret du 18 avril 2002, le bouclage financier n’était toujours pas assuré. Un élément majeur de l'aboutissement du dossier est la délibération de septembre 2002, par laquelle le Conseil général du Loiret s'est porté chef de file des collectivités concernées par le projet en vue d'assurer le bouclage financier de la part revenant aux collectivités locales. Cette décision est le fruit d'une volonté départementale affirmée de longue date, le Conseil général du Loiret s'étant engagé dès 1993 en faveur de la réalisation d'une liaison transversale autoroutière entre Artenay et Courtenay.
Un appel à candidatures est lancé au niveau national et européen en mai 2003 en vue de concéder cette section autoroutière. Les quatre candidats déclarés et admis à présenter une offre sont :
- le groupement CLOE, réunissant SANEF, Bilfinger Berger BOT GmbH (Allemagne), CDC Ixis, Entreprise de Travaux Publics de l’Ouest, Compagnie Industrielle et Financière d’Entreprises, S.A. Roger Martin, Razel et SETEC,
- le groupement Arcour, composé de VINCI S.A., VINCI Concessions et VINCI Infrastructures,
- le groupement SAPRR, Eiffage et EGIS Projects,
- le groupement Bouygues, composé de Bouygues T.P., ASF, Colas, DTP Terrassement, DV Construction, HSBC Infrastructures Fund et Bank of Scotland[9].

Le CIADT du 18 décembre 2003 a classé l'A19 Artenay-Courtenay dans le peloton de tête des projets qui seront réalisés ou engagés d'ici 2012. Il relève que la liaison autoroutière de Courtenay (A 6) à Artenay (A 10) est l'une des liaisons autoroutières tangentielles qui permettront aux trafics de transit d'éviter le passage par l'Île-de-France. Cette liaison s'intègrera également dans une grande transversale autoroutière permettant de relier la façade Atlantique à l'est de l'Europe et contribuera à améliorer les relations internes au département du Loiret.
Sur proposition de la commission consultative interministérielle instituée pour donner un avis sur les offres des candidats, Gilles de Robien, ministre de l’équipement, des transports, de l’aménagement du territoire, du tourisme et de la mer, décide en octobre 2004 d’engager les négociations avec le groupement ARCOUR, en recherchant notamment à optimiser la participation qu’apporteront à parts égales l’État et les collectivités locales. Le contrat de concession est finalement signé le 31 mars 2005 à Orléans,.
Ce même jour est signé également, avec Gérard Longuet, président de l’Agence de financement des infrastructures de transport de France (AFITF), la convention financière entre l’État et l’AFITF, cette dernière apportant la part de l’État dans la contribution publique. Il s’agit de la première convention entre l’État et l’AFITF pour le financement d’une autoroute.
Le concessionnaire s’engage à concevoir, construire et exploiter à ses risques et périls pendant 65 ans l’autoroute A19. Il bénéficiera de l’apport d’une contribution financière publique forfaitaire de 80 M€, sensiblement inférieure à la prévision initiale. Cette contribution sera financée, à parts égales, par l’État, au travers de l’AFITF, et par les collectivités territoriales intéressées, notamment le Conseil général du Loiret, chef de file des collectivités territoriales et présidé par Éric Doligé.

### 2005-2009: 4 ans d’études et de travaux

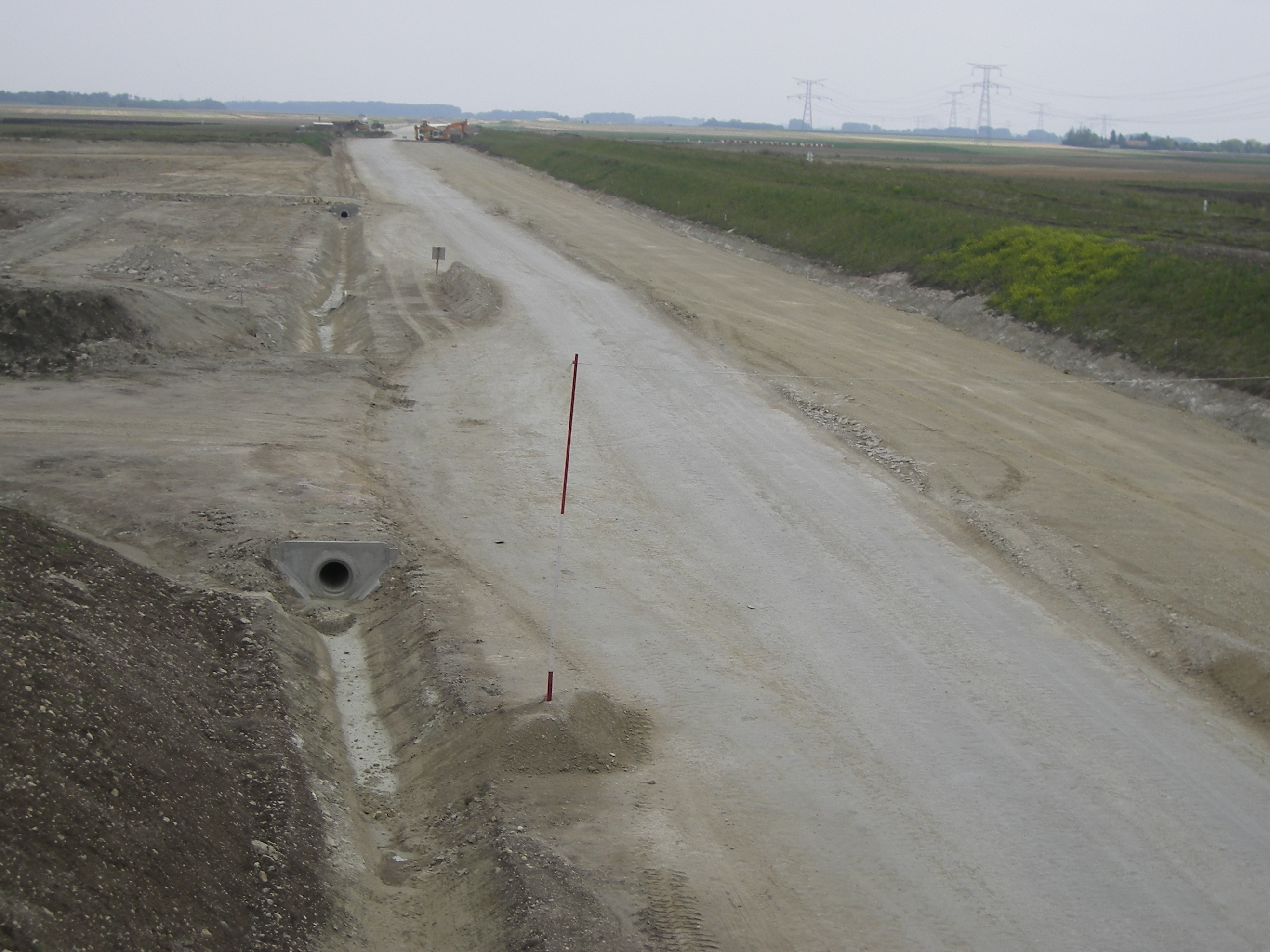
En construction, en août 2007, entre Bouzonville-aux-Bois et Ascoux, vers l'ouest.

#### Études préalables
Les études préalables en matière d’environnement sont commencées dès 2003. Les études de la faune et de la flore sont ainsi confiées à l’institut d’écologie appliquée, un bureau spécialisé, dont le siège est à Orléans, possédant une bonne connaissance de la région. Cette anticipation permet au concessionnaire de présenter au public dès la signature du contrat de concession les impacts observés sur chaque zone et les mesures de protections envisagées. Les réunions publiques ont lieu entre le 15 et le 22 juin 2005.
L’avant-projet autoroutier est mis au point de mars 2005 à fin 2006, avant d'être approuvé[Quand ?].
L’autoroute croise également des routes départementales et des voies communales qui doivent être rétablies par des franchissements ou des rétablissements latéraux. La convention relative à ces rétablissements est signée en janvier 2007. Chaque commune traversée signe également une convention sur les rétablissements localisés sur son territoire.

#### Foncier
Sur le plan foncier, un protocole indemnitaire est signé le 13 juin 2005 entre le concessionnaire et la Chambre d'agriculture du Loiret et la FDSEA. Les enquêtes parcellaires se déroulent de septembre à décembre 2005. Elles ont pour objet de vérifier et attester des surfaces impactées, de leurs propriétaires ou usufruitiers. Elles identifient aussi les exploitants, fermiers, locataires et les baux en vigueur pour ouvrir les droits à indemnités. Elles sont réparties en trois zones : de Chevilly à Laas du 26 septembre 2005 au 17 octobre 2005, puis de Girolles à Courtenay du 17 octobre au 10 novembre 2005 et enfin de Bouzonville-aux-Bois à Corquilleroy du 21 novembre au 9 décembre 2005. L’ensemble des procédures ayant trait à la libération et l’acquisition des emprises d’une part, et aux opérations de remembrement qui seront décidées, d’autre part, est confié à la Société de Transactions et de Prestations Foncières, une filiale de Cofiroute, spécialisée dans ce genre d’opérations.

#### Archéologie
Les recherches archéologiques doivent également être réalisées antérieurement aux travaux. Par arrêté préfectoral du 2 mai 2005, le service régional de l’archéologie prescrit et organise les opérations d’archéologie préventive de l’A19, sur la base d’un découpage du tracé en 25 tranches. Les opérations de diagnostics destinées à évaluer le potentiel archéologique de l’A19 au moyen de tranchées linéaires creusées à la pelle mécanique, sont engagées début juillet 2005. En octobre 2005, elles sont en cours ou achevées sur près de la moitié du tracé. Elles mobilisent sur le terrain une cinquantaine d’archéologues et une quinzaine de pelles mécaniques. Une convention portant sur la valorisation des découvertes archéologiques est signée le 21 septembre 2005 par le préfet de la région Centre et du Loiret, le président du conseil général du Loiret, le président de l’Inrap et le directeur général d’Arcour.
Les opérations archéologiques sont poursuivies en 2006 avec les fouilles prescrites par l’État. La phase « terrain » est achevée en octobre 2007 et les opérations d’études post-fouilles sont poursuivies jusqu’à mi 2009.

#### Travaux

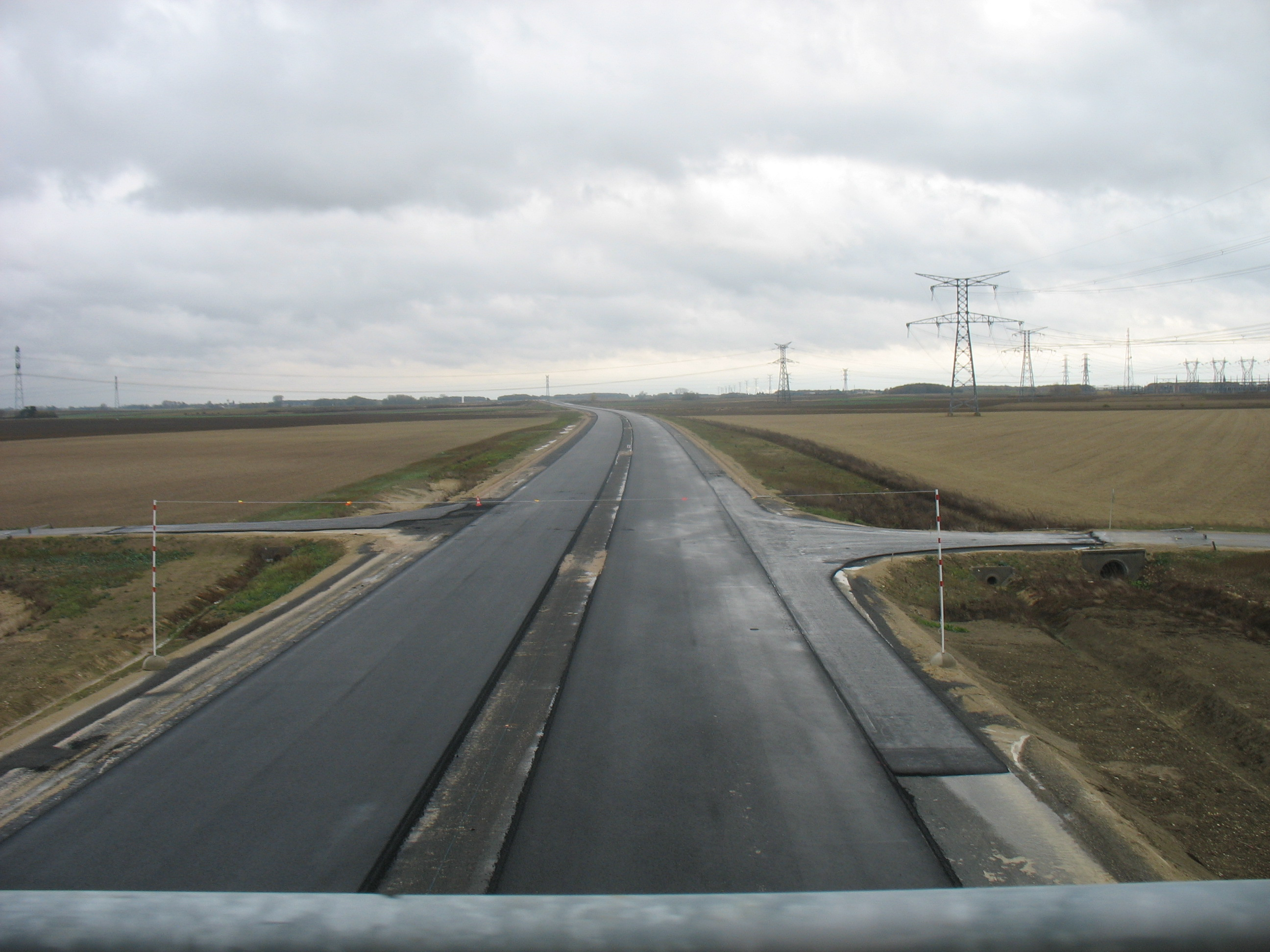
En construction, en novembre 2008, à Boynes dans le sens Artenay-Courtenay.

Le chantier est lancé officiellement le 29 septembre 2006. Les travaux de rétablissement des réseaux (électricité, gaz, télécom, eau potable et irrigation) sont terminés à l’été 2007. La construction des ouvrages d’art nécessaires aux rétablissements des voiries existantes (routes nationales et départementales, voies communales, chemins ruraux, voies ferrées et ouvrages hydrauliques) est terminée fin 2007. La réalisation de ces ouvrages permet au chantier de se poursuivre en empruntant la trace de l’autoroute sans utiliser les voiries existantes pour le transfert des engins et matériaux.
Les travaux du viaduc sur la vallée du Loing, ouvrage d’art non courant, se déroulent sur deux ans à partir de fin 2006.
Commencés en août 2006, les terrassements en « grande masse » seront réalisés à partir de février-mars 2007 sur l’ensemble du tracé. Une année sera alors nécessaire pour mettre en forme l’autoroute, les voies de rabattement, les aires, les accès, les réseaux hydrauliques, les bassins de décantation.
La mise en œuvre des chaussées (grave bitume, béton bitumineux et enrobé) est terminée début 2009.
La mise en place des équipements de la section courante (glissières de sécurité, murets béton, garde-corps, protections acoustiques, signalisations…) ainsi que l’aménagement des gares de péages, des aires de repos et de services et du centre d’exploitation commencés fin 2007 sont également prêts pour l’été 2009, de même que l’aménagement paysager.
L’autoroute est finalement inaugurée le 12 juin 2009 et mise en service le 16 juin 2009.

## Les acteurs principaux
La société Arcour, concessionnaire, est une filiale de VINCI Concessions, spécialisée dans la réalisation des infrastructures de transport dans le cadre de contrats de partenariat public-privé (PPP). Elle s'appuie sur Vinci Construction, avec SOCALY maître d'œuvre et constructeur, et sur Vinci Concessions avec Cofiroute, l'exploitant de l'autoroute.
La maîtrise d'œuvre, la conception et la construction de l'A19 ont été confiées à la société SOCALY. Installée à La Selle-sur-le-Bied, il s’agit du groupement d'entreprises :
- SOGEA, GTM, Deschiron et Dodin, appartenant au groupe VINCI Construction France, assurant les terrassements, l'assainissement et la construction des ouvrages d'art,
- VINCI Construction Grands Projets, assurant la construction des ouvrages d'art non courants : le viaduc sur la vallée du Loing et les sections couvertes en Forêt de Montargis,
- Eurovia et Entreprise Jean Lefebvre Grands Travaux, réalisant la mise en œuvre des chaussées.

En application de l'article 7.2 de la convention, le concessionnaire a dû par ailleurs confier à des tiers des travaux pour un montant d’environ 237 millions d’euros hors taxes (valeur 30 juin 2003), correspondant à 30 % au moins de la valeur globale des travaux faisant l’objet de la concession.

## Fonctionnalités

### Fonctionnalités générales
Cette liaison A19 entre Artenay et Courtenay présente une triple fonctionnalité.
Sur le plan européen, elle participe à la réalisation d'une liaison transversale autoroutière est - ouest continue Troyes - Sens - Orléans - Tours (A5 - A19 - A10) vouée à recevoir un trafic de transit international (Allemagne, Europe de l'Est, Belgique, Luxembourg, Nord-Est de la France) jusque-là contraint, soit à traverser l'Île-de-France, soit à utiliser un réseau à caractéristiques non autoroutières. C'est l'accessibilité de la côte atlantique française tout entière qui s'en trouvera renforcée.
Sur le plan national, l'A19 Artenay - Courtenay complète, avec la route nationale 154, Artenay - Chartres - Dreux - Rouen, le grand contournement sud de l'Île-de-France.
Sur le plan régional et local, l'A19 constituera une alternative à la RN 60 actuelle, Courtenay - Montargis - Châteauneuf-sur-Loire - Orléans, qui redeviendra un axe pour la desserte locale. Les relations entre l'ouest et l'est du département du Loiret seront ainsi globalement améliorées.

### Gains attendus pour les usagers
L'A19 permettra de réaliser des gains de temps significatifs sur un certain nombre de liaisons importantes:
| Liaisons           | RN 60 actuelle | A19    | Gain |
| ------------------ | -------------- | ------ | ---- |
| Orléans-Courtenay  | 73 min         | 58 min | 31 % |
| A6-A10             | 74 min         | 51 min | 38 % |
| Orléans-Montargis  | 55 min         | 51 min | 7 %  |
| Orléans-Pithiviers | 35 min         | 28 min | 20 % |

Les gains de temps seront élevés entre l’A6 et l’A10 qui est un itinéraire intéressant les liaisons est-ouest de longue distance. Des gains de temps seront également possibles sur des liaisons moins importantes comme Orléans-Beaune-la-Rolande, Orléans-Corbeilles ou Orléans-Dordives.
En soulageant la RN 60 qui est un axe fortement accidentogène, l’A19 améliorera en outre la sécurité routière et devrait permettre de d'éviter deux tués chaque année.

## Démarche environnementale

### Eau
La législation en vigueur impose au concessionnaire de produire un dossier de demande d’autorisation au titre de la loi sur l’eau. Ce dossier comporte un état initial des différents milieux, observés selon différents points de vue : les eaux souterraines, les eaux présentes en surface et le milieu aquatique. Le dossier d’études préalables a été réalisé par SNCF Ingénierie sur la base d’études effectuées par des bureaux spécialisés justifiant d’une expérience de la région : ANTEA (Orléans) pour les eaux souterraines, Ingérop (Bourges) pour les eaux superficielles et IEA (Saint-Jean-de-Braye) pour la faune et la flore.
L’enquête publique « loi sur l’eau » s’est déroulée du 20 janvier au 21 février 2006 pour l’ensemble du tracé et l’arrêté préfectoral a été publié le 27 juillet 2006.
Les eaux de ruissellement de la chaussée sont collectées par des fossés latéraux. Selon la vulnérabilité du secteur, ces fossés peuvent être soit enherbés, soit à perméabilité contrôlée, soit étanches comme des caniveaux en béton. Elles sont ensuite recueillies dans les bassins multifonctions, au nombre de 109, traitées afin d’enlever la pollution due à la circulation autoroutière puis rejetées dans le milieu extérieur. Le principe de conception de ces bassins se traduit par une surface importante qui constitue un facteur d’efficacité. Le bassin de Corbeilles mesure ainsi un kilomètre de long.
Un stockage prolongé permet une meilleure épuration des eaux provenant des chaussées et favorise leur restitution au milieu naturel dans de bonnes conditions, c’est-à-dire à des débits faibles et avec une amélioration de leur qualité. Les eaux s'écoulent ainsi dans les cours d'eau voisins à raison d'un litre à la seconde par hectare.
37 captages en eau potable étaient présents autour de la bande définie pour la construction de
l’A19, et certains d’entre eux étaient, par leur nature, plus vulnérables aux pollutions. Afin de ne pas compromettre les usages de la ressource des mesures particulières de prévention ont été prises comme la protection des fossés contre l’infiltration ou l’éloignement des points de rejet.

### Bruit

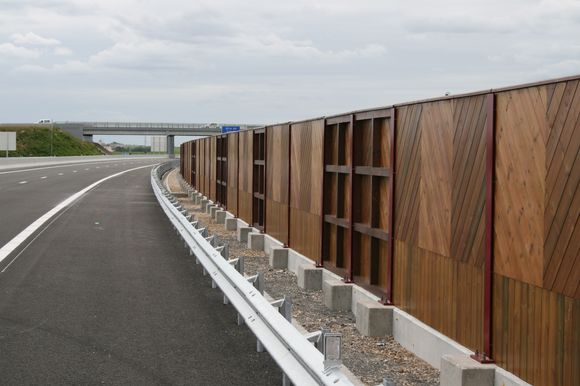
Écran antibruit à Auxy

Une étude acoustique comportant 47 points de mesures a été réalisée par le Centre d’études techniques de l’équipement. Des dispositifs de protection, comme des merlons ou des écrans antibruit ont ainsi été projetés puis mis en place pour les habitations où la prévision de bruit après construction de l’autoroute à l’horizon 2030 dépassait les seuils admissibles règlementairement. Pour aucun site, la contribution sonore de l’autoroute A19 ne devrait ainsi dépasser les 60 décibels de jour (6 h – 22 h) et 55 de nuit (22 h – 6 h). De la présentation faite en 2005 il ressort ainsi que des habitations de Juranville, d’Auxy, de Fontenay-sur-Loing, de Chantecoq, de Saint-Hilaire-les-Andrésis et de Courtenay ont fait l’objet de protections.

### Faune et flore
Les études de la faune et de la flore ont été confiées dès 2003 à l'IEA (institut d’écologie appliquée). Les prospections engagées dès la phase de soumission ont permis d’améliorer la connaissance du terrain et de proposer un projet présentant un impact réduit.

### Paysage

#### Trois régions naturelles traversées
À l'ouest, la Grande Beauce, qui s'étend jusqu'à la vallée de la Rimarde, est un vaste plateau calcaire aux pentes douces. Le réseau hydrographique est peu développé dans cette partie amont du sous-bassin de l' Essonne. Les sols limoneux sont très favorables aux grandes cultures de céréales et de betteraves.
Le Gâtinais de l'Ouest, de la Rimarde à l'approche de la vallée du Loing, est incisé de petites vallées humides, telles celle du Fusain. Une fois drainés, les sols acquièrent une excellente aptitude à la culture.
Des trois régions traversées par l'A19, le Gâtinais de l'Est, marqué par la large entaille de la vallée du Loing, est la plus vallonnée. Souvent humides, les sols se prêtent à la polyculture, à l'élevage, à certaines cultures spécialisées. La forêt et les boisements épars sont également très présents. La vallée de la Clairis structure fortement cette partie du Gâtinais, de Courtenay à la confluence avec le Loing.

### Aménagement paysager

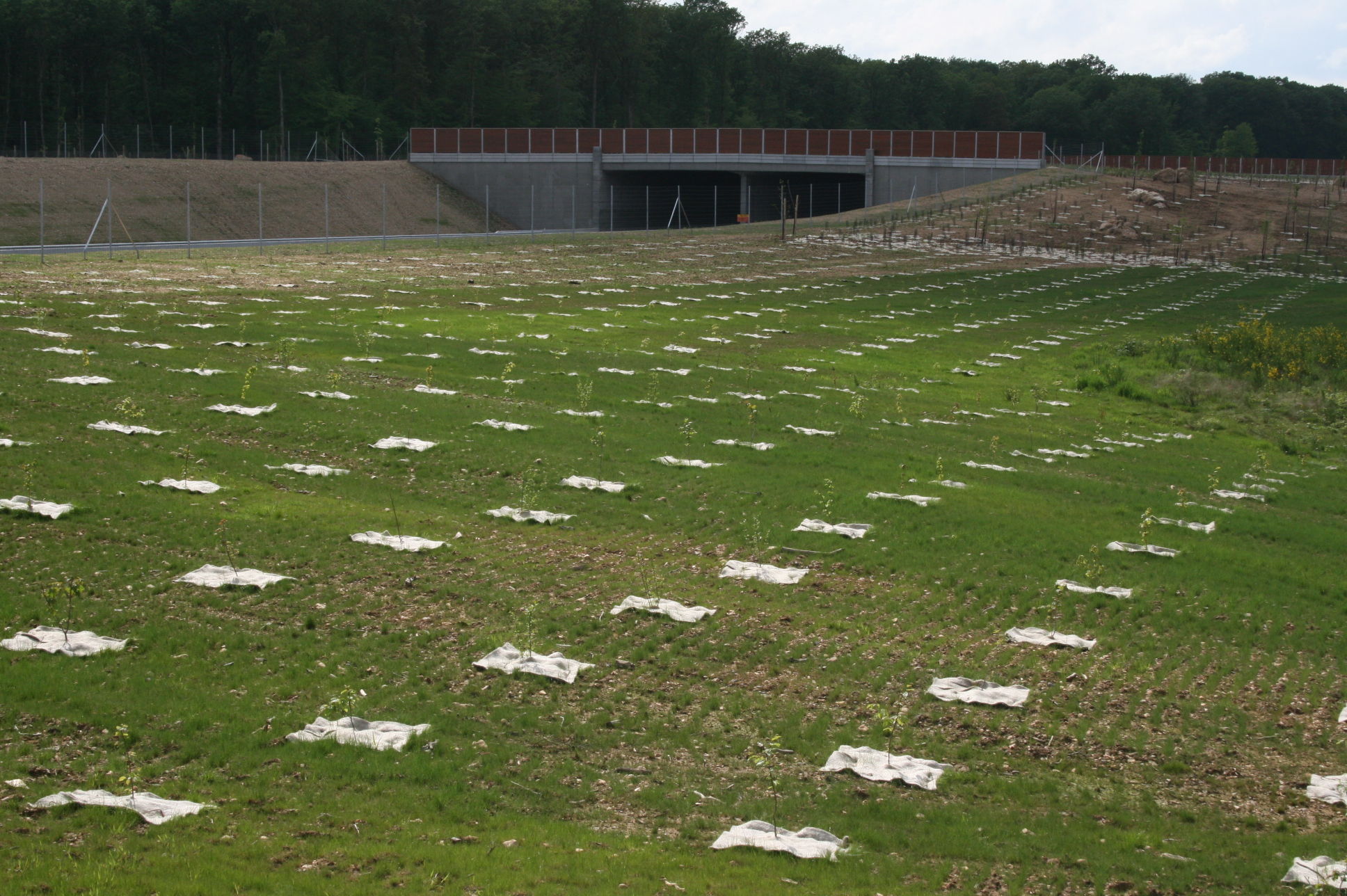
Plantations aux abords de la RD 115 – secteur de Montargis

Le traitement du paysage (modelés des terrassements, enherbements et plantations) a été confié par le maître d’œuvre SOCALY à Bernard Lassus, architecte paysagiste, conseiller auprès de la direction des routes.
Le risque de monotonie engendré par une région relativement peu accidentée sera atténué par des variations dans les pentes avec des mouvements amples allant du convexe au concave et inversement. L’objectif de Bernard Lassus était de raccorder le plus possible le terrassement aux courbes de niveau du terrain existant, de telle sorte que ce modelé artificiel apparaisse à terme tout à fait naturel. Le choix des herbacées semées et des arbres plantés, en cohérence avec les régions traversées contribue...

### 1% paysage et développement
Le « 1 % paysage et développement » permet de valoriser le paysage et le développement économique des territoires proches de l’axe routier, mais aussi d’optimiser les retombées économiques pour les collectivités locales riveraines de l’autoroute. Deux principes sont recherchés : améliorer les paysages perçus depuis l’autoroute et maîtriser certains effets négatifs.
L’article 13 de la convention prévoit ainsi que le concessionnaire financera, après approbation de l’État, des aménagements en vue de la bonne insertion de l’autoroute dans le paysage environnant, dans la limite d’un plafond de 4 millions d’euros en valeur juin 2003 ; 63 communes sont ainsi concernées par cette démarche.
Le 1 % paysage permet de subventionner à hauteur de 30 % du montant hors taxe si le projet n’est pas dans l’aire de visibilité de l’A19 et à 50 % s’il l’est. La somme de la totalité des aides publiques (1 %, région, département, etc.) ne doit pas dépasser 80 % du montant hors taxe.
Le premier appel à projets, en 2008, a permis de subventionner 23 projets sur les 38 présentés, pour 1 million d’euros au total. Un deuxième appel à projets a été lancé en mars 2009 pour un montant de 1,5 million d’euros.

## Foncier

### Emprise
L’emprise du projet couvre 1 458 hectares dont 110 boisés, 3 200 parcelles (1 750 propriétés, 3 538 propriétaires et 309 exploitants), 17 propriétés bâties dont 11 habitations et 170 hectares de carrières.
L’aménagement foncier est donc un processus long (de l’ordre de 3 à 4 ans) et complexe qui fait intervenir de nombreux acteurs.

### Aménagement foncier
La loi sur le développement des territoires ruraux a transféré les compétences de l’aménagement foncier de l’État vers les départements depuis le 1er janvier 2006.
Ainsi, le Conseil général du Loiret a constitué, à fin avril 2006, 13 des 14 commissions d’aménagement foncier. Elles regroupent un ensemble homogène de communes situées de part et d’autre de l’A19. Elles sont composées principalement de représentants du Conseil général, de chaque commune, des exploitants agricoles, des propriétaires, des membres d’associations environnementales et aussi d’ARCOUR, à titre consultatif. Elles devront décider de l’opportunité d’un aménagement foncier et de son mode, proposer à enquête publique le périmètre de l’opération, puis la mener à son terme (classement des terres, mise au point du projet, examen des réclamations…).
Les commissions d’aménagement foncier ont le choix entre trois possibilités :
- Pas d’aménagement foncier. L’acquisition des emprises est alors négociée directement avec chaque propriétaire sans autre recours que l’expropriation en cas de désaccord. Des échanges amiables entre propriétaires peuvent être facilités pour atténuer le dommage aux exploitations agricoles.
- Aménagement foncier avec exclusion d’emprise, c’est-à-dire que les emprises de l’autoroute sont exclues du périmètre d’aménagement foncier.
- Aménagement foncier avec inclusion d’emprise. La constitution de l’emprise sera effectuée par prélèvement sur l’ensemble des propriétés comprises dans le périmètre. Le périmètre perturbé (lié à l’ouvrage autoroutier) doit être de l’ordre de 20 fois l’emprise pour éviter un prélèvement de plus de 5 % sur les propriétés.

Un périmètre complémentaire peut être défini au-delà de ce périmètre perturbé ; une même et unique opération d’aménagement sera réalisée.
Une enquête publique permettra aux intéressés de prendre connaissance du projet d’aménagement et de faire part de leurs remarques. La commission d’aménagement foncier examinera les réclamations exprimées, puis après que le président du Conseil général ait pris l’arrêté ordonnant l’aménagement foncier (opération par opération), le préfet prendra un arrêté de prise de possession anticipée des emprises (APPAE) permettant à ARCOUR d'engager les travaux de terrassement de l’autoroute. Commencera alors le travail de restructuration des propriétés et des exploitations, tenant compte de la situation des sièges d’exploitation, de la taille des parcelles et de leur valeur de productivité, des accès, de l’irrigation, des drainages, des contraintes environnementales, etc…
Les travaux connexes à cette opération d’aménagement foncier porteront sur la création ou suppression des chemins d’exploitation, la création de fossés, le reboisement, le rétablissement des réseaux d’irrigation et de drainage.

## Archéologie
Plus de 200 archéologues ont participé aux recherches relatives à l’autoroute, la plus importante opération d'archéologie préventive en 2006. À l'issue des diagnostics, 30 fouilles ont été prescrites.
Elles ont donné l'occasion d'étudier trois sites néolithiques (amas de débitage et de façonnage d'outils en silex), deux sites de l'âge du bronze (nécropoles à tumulus), 12 sites de l'âge du fer (fermes ou habitats privilégiés, nécropoles, aires d'ensilage céréalier), cinq sites gallo-romains (fermes, nécropoles et une agglomération secondaire installée le long de la voie romaine Orléans-Sens) et huit sites médiévaux (fermes et nécropoles). Les observations archéologiques ont fourni de nombreuses informations sur les peuplements gaulois des territoires sénons et carnutes et offrent un nouvel éclairage sur l'histoire rurale du Loiret.

## Travaux

### Caractéristiques générales
L’autoroute comporte les échangeurs ci-après :
- nœud autoroutier A 10−A 19 ;
- diffuseur de la RN 152 ;
- diffuseur de la RD 975 ;
- nœud autoroutier A 77−A 19 ;
- diffuseur de la RN 7 ;
- diffuseur de Courtenay-Ouest (RN 60) ;
- demi-diffuseur de Courtenay-Est (RN 60) ;
- nœud autoroutier A 6−A 19 (Échangeur de Courtenay).

.

### Terrassements

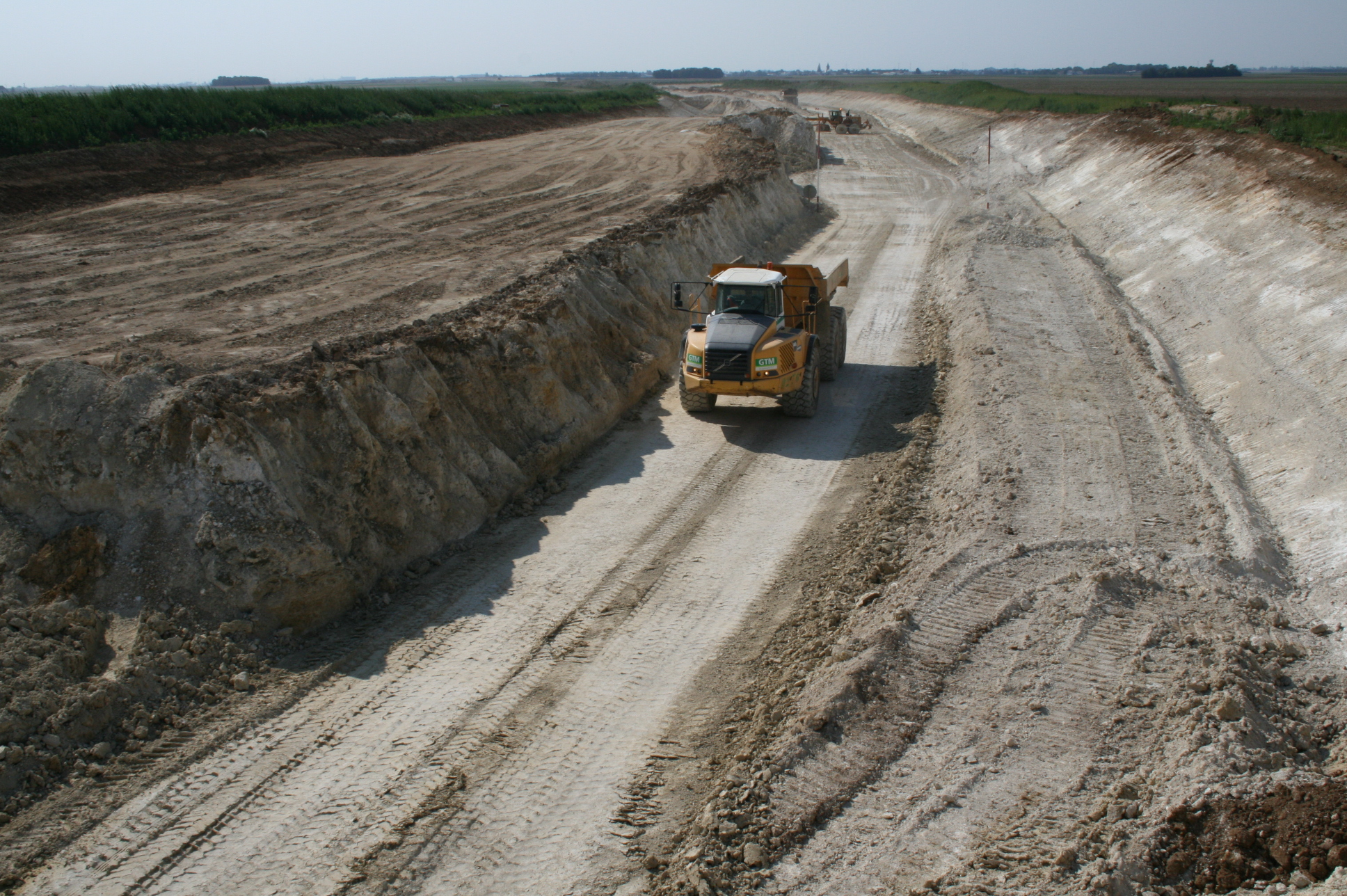
Tombereau déplaçant des matériaux

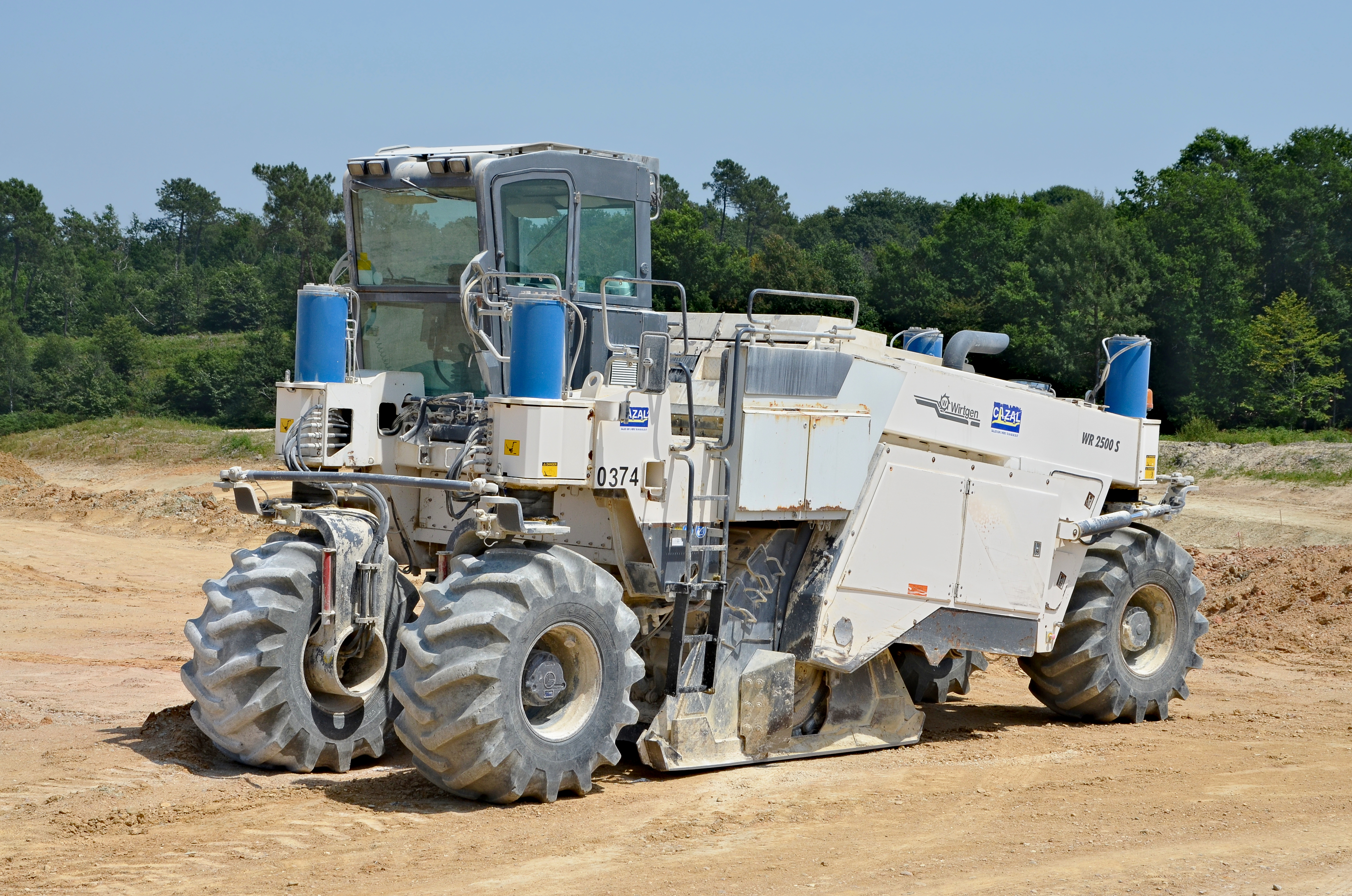
Stabilisatrice de sol Virtgen WR 2500 S

Le relief de l’ensemble du parcours est relativement plat. Le volume de terrassements a toutefois été de12 millions de m3 pour équilibrer déblais et remblais.
Les matériaux de surface en place étaient fins et altérés et difficilement réutilisables en l’état. Trois zones d’emprunt ont dû être ouvertes le long du tracé pour obtenir des matériaux marno-calcaires qui apportent une meilleure qualité à la couche de forme.
De nombreux tombereaux rigides parcourant de grandes distances pour approvisionner l’ensemble du chantier ont été nécessaires.
Pour améliorer la portance des sols, un traitement aux liants hydrauliques a été réalisé. On a pu voir ainsi jusqu’à huit ateliers complets de traitement de sol (épandeuse Panien – stabilisatrice de sol Wirtgen 2500). Le dosage en matériaux hydrauliques est de 5 % pour les couches de forme et de 2,5 % pour l’arase avec des ajouts d’eau qui peuvent aller jusqu’à 60 l/m³. Au total ce sont plus de 3 000 000 m3 de matériaux qui ont été valorisés.
Les travaux préparatoires ont commencé en août 2006. Le démarrage « en grande masse » s'est fait en mars, après l'interruption due aux pluies, lors de l’hiver 2006-2007.
Le terrassement a culminé à l’été 2007 où il y a eu jusqu’à 450 ouvriers travaillant simultanément, pour s’achever à la mi-mars 2008, date à laquelle la base Deschiron devra quitter Mareau-aux-Bois.

### Ouvrages d’art courants
Commencés en août 2006, 88/102 terminés en août 2008.

### Viaduc du Loing

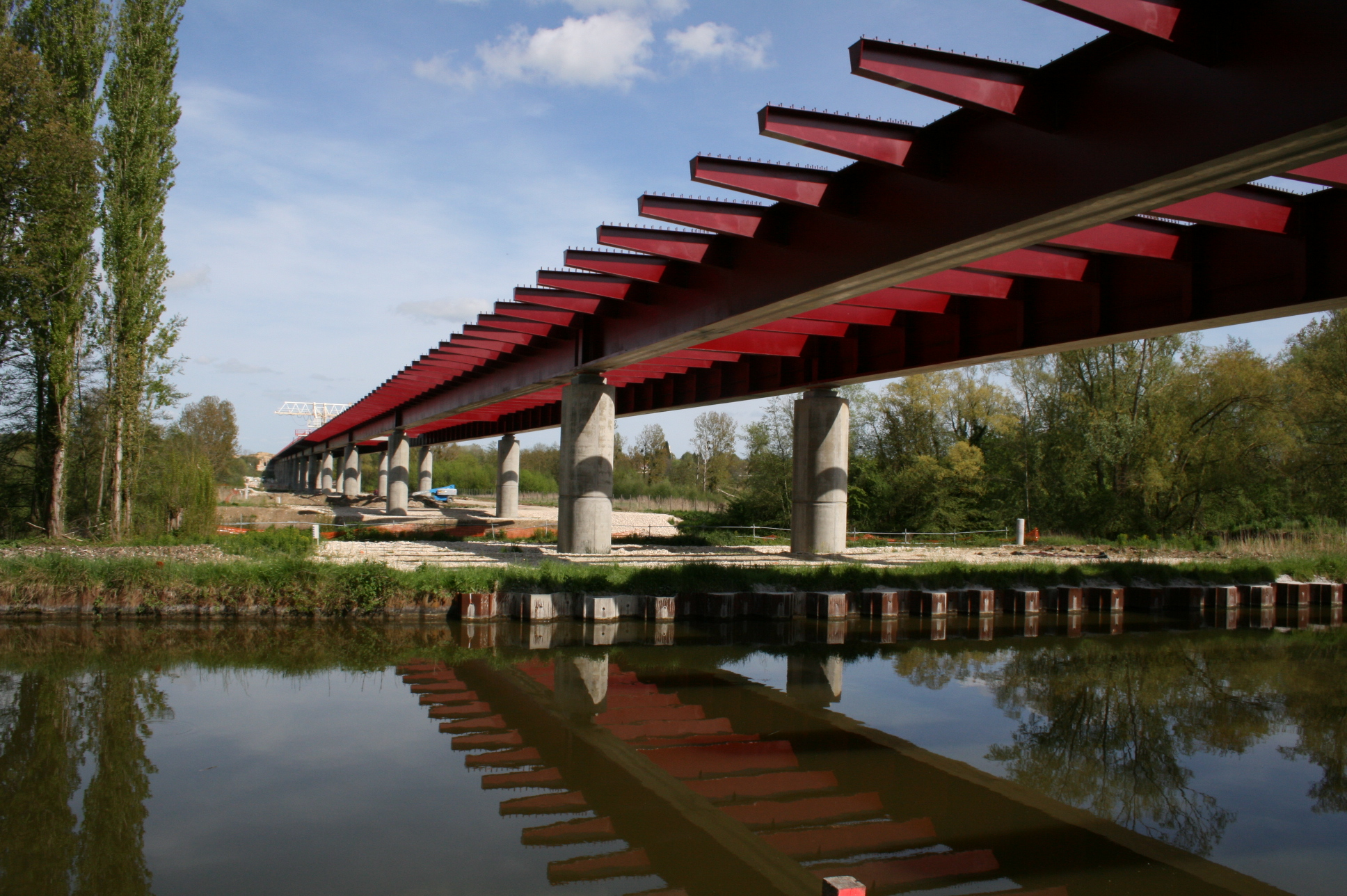
Le viaduc sur le Loing en construction, le 11 mai 2008

### Chaussées
Mises en œuvre sur section courante à partir de d’octobre 2007.

### Équipements
Section courante : mi 2008, mise en exploitation.

## Indicateurs
- 101 km de tracé dont 2 dans l’Yonne (raccordement A6)
- 45 communes traversées
- 2x2 voies et bandes d’arrêt d’urgence
- 5 échangeurs (entrées/sorties) RN 152, RD 975, RN 7, RN 60*
- 3 nœuds autoroutiers (A10, A 77, A 6)
- 1 aire de service
- 3 couples d’aires de repos
- 1 viaduc sur le Loing d’1 km
- 1 centre de gestion et d’exploitation
- Un système de péage fermé avec gratuité pour les usagers de la déviation de Courtenay

## Exploitation de l’ouvrage

### Trafic
Aux horizons 2007 et 2020, l’étude, réalisée en mai 2002 par le CETE de l’Ouest, estime respectivement le trafic sur l’A19 entre 6 500 et 7 400 véh/j (22 à 23 % de poids lourds), et entre 10 500 et 13 500 véh/j (17 à 20 % de poids lourds).
De l’analyse des origines et destinations des trafics de l’A19, il ressort que la structure du trafic sur l’A19 est diversifiée. Dans la région Centre-Val de Loire, les principaux flux sont constitués par les relations Orléans-Montargis, Tours-Montargis, Montargis-Beaune-la-Rolande et Montargis-Pithiviers. Les flux de transit les plus importants sont sur la liaison Rouen-Lyon et avec le grand Ouest. Les principaux flux d’échanges s’effectuent avec Orléans et Tours.
| Sections de la RN60    | Trafic 2001 | Estimations 2002 du CETE | Estimations 2002 du CETE | Estimations 2002 du CETE | Estimations 2002 du CETE |
| Sections de la RN60    | Trafic 2001 | Trafic 2007 avec A19     | Trafic 2007 sans A19     | Trafic 2020 avec A19     | Trafic 2020 sans A19     |
| ---------------------- | ----------- | ------------------------ | ------------------------ | ------------------------ | ------------------------ |
| Châteauneuf-Bellegarde | 12 070 v/j  | 8 700 v/j                | 15 000 v/j               | 12 000 v/j               | 19 000 v/j               |
| Bellegarde-Montargis   | 13 793 v/j  | 5 600 v/j                | 10 000 v/j               | 6 700 v/j                | 14 000 v/j               |
| Montargis-Courtenay    | 10 889 v/j  | 5 800 v/j                | 13 000 v/j               | 7 000 v/j                | 16 000 v/j               |

En revanche, d’après cette étude du CETE, l’influence de l’A19 sur les réseaux adjacents sera très modeste. En effet, en 2007 le projet n’augmenterait que de 900 véh/j environ le trafic sur la section Allaines- Chartres de la RN 154 en direction de la Haute-Normandie et de la Basse-Normandie, et que de 650 véh/j environ le trafic sur l’A5 entre Courtenay, Sens et Troyes.

### Tarifs
Les tarifs de péage perçus par le concessionnaire sont fixés chaque année dans le cadre de plans quinquennaux approuvés par les deux signataires de la convention, en application de formules de révision définies à l'article 25 de cette convention. Les tarifs se déduisent d’un « tarif kilométrique moyen plafond » exprimé en valeur 30 juin 2003 et égal à 7,1 centimes d’euro hors taxes par kilomètre pour les véhicules de classe 1, par application de formules de révision faisant intervenir différents index.
Les tarifs, en Euros, pour parcourir la section complète de Courtenay à Artenay sont les suivants :
| Année | Classe 1                  | Classe 2                          | Classe 3                             | Classe 4                                    | Classe 5 |
| ----- | ------------------------- | --------------------------------- | ------------------------------------ | ------------------------------------------- | -------- |
|       | Hauteur ≤2 m PTAC ≤ 3,5 t | 2 m < Hauteur ≤ 3 m PTAC ≤ 3,5 t> | 2 essieux Hauteur > 3 m PTAC > 3,5 t | Plus de 2 essieux Hauteur >3 m PTAC > 3,5 t | Motos    |
| 2009  | 11,20 €                   | 16,80 €                           | 30,80 €                              | 37,90 €                                     | 5,60 €   |
| 2012  | 15,40 €                   | 23,10 €                           | 38,90 €                              | 47,70 €                                     | 7,70 €   |